# 権哲賢
権 哲賢（クォン・チョリョン、クォン・チョルヒョン、1947年1月2日 - ）は、大韓民国の政治家。慶尚南道の現在の巨済市の地域の出身。第15、16、17代国会議員を務め、2008年から2011年まで駐日大韓民国大使。
本貫は安東権氏。キリスト教徒。

## 経歴
- 1970年、延世大学校政治外交学科卒業。
- 1974年、同行政大学院修了。
- 1980年、東亜大学校行政学科助教授。
- 1987年、筑波大学で都市社会学博士。
- 1995年、東亜大学校行政学科教授。
- 1996年、韓国国会議員選挙に新韓国党から出馬し、当選。
- 2004年、韓日議員連盟副会長兼幹事長に就任。
- 2008年、駐日大韓民国大使に就任[4]。
- 2011年、6月に退任。帰国後に釜山市長選への出馬を正式表明[2]
- 他に高麗大学校メディア大学院最高位課程第8期修了、ソウル大学校環境大学院最高位課程第3期修了[3]。

## 駐日大使

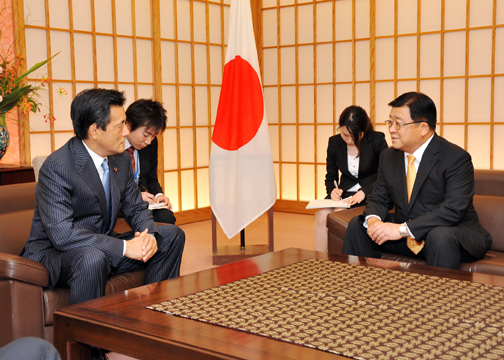
2009年9月18日、岡田克也外務大臣と

中央日報とのインタビューによると2008年の韓国通貨危機の際には、李明博大統領から日本と300億ドル規模の韓日通貨スワップ交渉出来ないとして、「権大使がこの問題を解決しなさい」という直接指示を受けた。権はインタビューにて韓国通過危機時に財務相だった中川昭一を韓国に友好的ではない認識していたため、彼に影響力のある日本の政治家や政府高官などにロビー活動を展開し、その結果スワップ協定を成功させたと語っている。在日本韓国大使としては韓日文化交流の増進、在日韓国人に対する地方参政権の付与ロビー活動、朝鮮王室儀軌の「返還」などを推進した。
2011年4月、韓国が竹島に海洋基地を建設することを計画していることについて、松本剛明外相が異議を申し立てると、日本の中学校教科書検定で竹島を日本領土として明記したことに触れ、「日本が確執の原因を提供したのだから、わたしたちは言葉ではなく、行動で示さなければならない」と反論し、日本側の抗議を退けた。

### 帰国後
2014年1月、安倍晋三首相の靖国神社参拝について「全く断片的な思考、短見に基づいた行動だ。断末魔的なイベントだ。瞬間的な満足に酔っており、日本は滅ぶ。アベノミクスの瞬間的成功で、正常な判断力がマヒしているようだ。理性を失った行為だ。日本は寂しい島国になるだろう。」と批判した。

## エピソード
父も東亜大学校の教授で、兄は成均館大学校の教授である。息子の権聖主も政治活動をしており、正しい未来党革新委員などを務めた。
2007年当時、大統領選挙での李会昌の出馬に反対するため、ハンガーストライキを行った。

## 栄典
- 2011年5月24日　旭日大綬章